# Echenais micator
Echenais micator är en fjärilsart som beskrevs av Adalbert Seitz 1917. Echenais micator ingår i släktet Echenais och familjen Riodinidae. Inga underarter finns listade i Catalogue of Life.